# Semelé

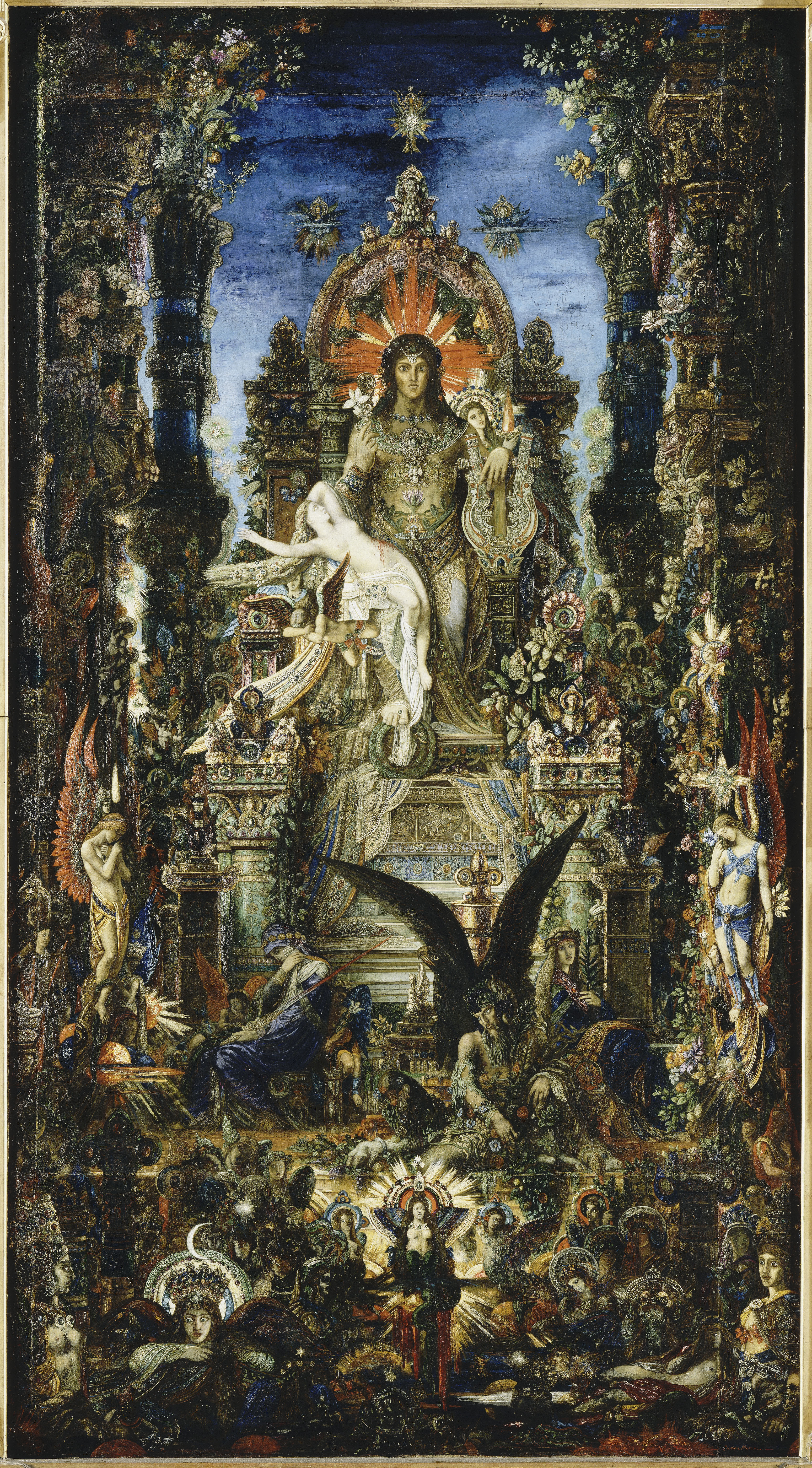
Zeus a Semelé – obraz od Gustava Moreaua

Semelé, také Semela, byla dcera thébského krále Kadma a jeho manželky Harmonie. Její sestrou byla Ínó, manželka orchomenského krále Athamáse, macecha jeho dětí Frixa a Hellé.

## Popis
Semelé byla krásná tak, že si ji oblíbil nejvyšší bůh Zeus. Často ji tajně navštěvoval, což se brzy dozvěděla jeho manželka Héra a rozhodla se manželovu milenku zničit. Proměnila se ve stařenu a navštívila Semelu, poslouchala její vyprávění a její pochybnosti, zda její milenec je opravdu bůh. Stařena ji navedla, aby si vyžádala důkaz. Má boha požádat, aby se ukázal v celé své božské kráse a síle, i se svými blesky a hromy. 
Když se Zeus opět ukázal, prosila ho Semelé o splnění jednoho přání. Zeus se zapřísahal a teprve potom vyslechl přání. Znal všechny důsledky, ale svou přísahu nemohl zrušit. Vystoupil do výše, shlukla se mračna, spustilo hromobití a Zeus s malým bleskem sestoupil ke Kadmovu domu. Vyšlehl plamen, blesk Semelé okamžitě usmrtil a zapálil dům.
Semelé nosila Diovo dítě, jemuž přišla na pomoc laskavá Země a zachránila ho tím, že nechala vyrůst hustý břečťan, jenž dítě skryl. Zeus si dal dítě zašít do boku a až přišel čas, narodil se chlapec, který dostal jméno Dionýsos. Zpočátku o něj pečoval sám Zeus, později chlapcova teta Ínó a nakonec lesní víly.
Když Dionýsos dospěl, stal se bohem vína a vinařství. Osvobodil svou matku z podsvětí a vzal ji k sobě na Olymp. Tam žila až do konce světa pod novým jménem Thyoné.

## Odkaz v umění
- Semele – opera Georga Friedricha Händela